# Brisbane Heat
Brisbane Heat – australijski klub krykietowy z siedzibą w Brisbane.
Heat występuje w rozgrywkach KFC T20 Big Bash League, a powstał w 2011 roku w wyniku ich reorganizacji. Domowe mecze rozgrywa na Brisbane Cricket Ground (The Gabba).
W sezonie 2012/13 został zwycięzcą Big Bash League.